# Evangelische Kirche (Mudersbach)

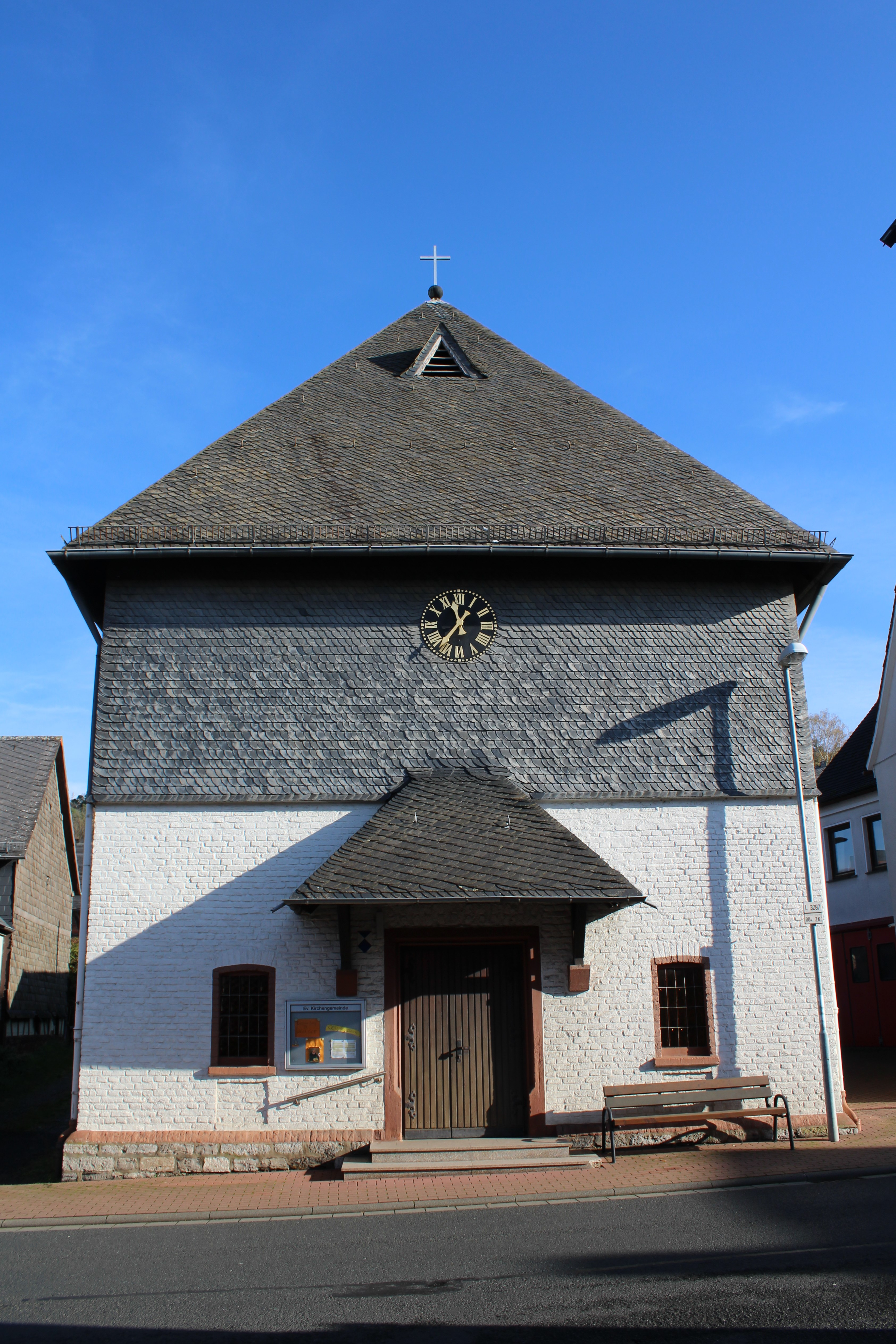
Kirche in Mudersbach

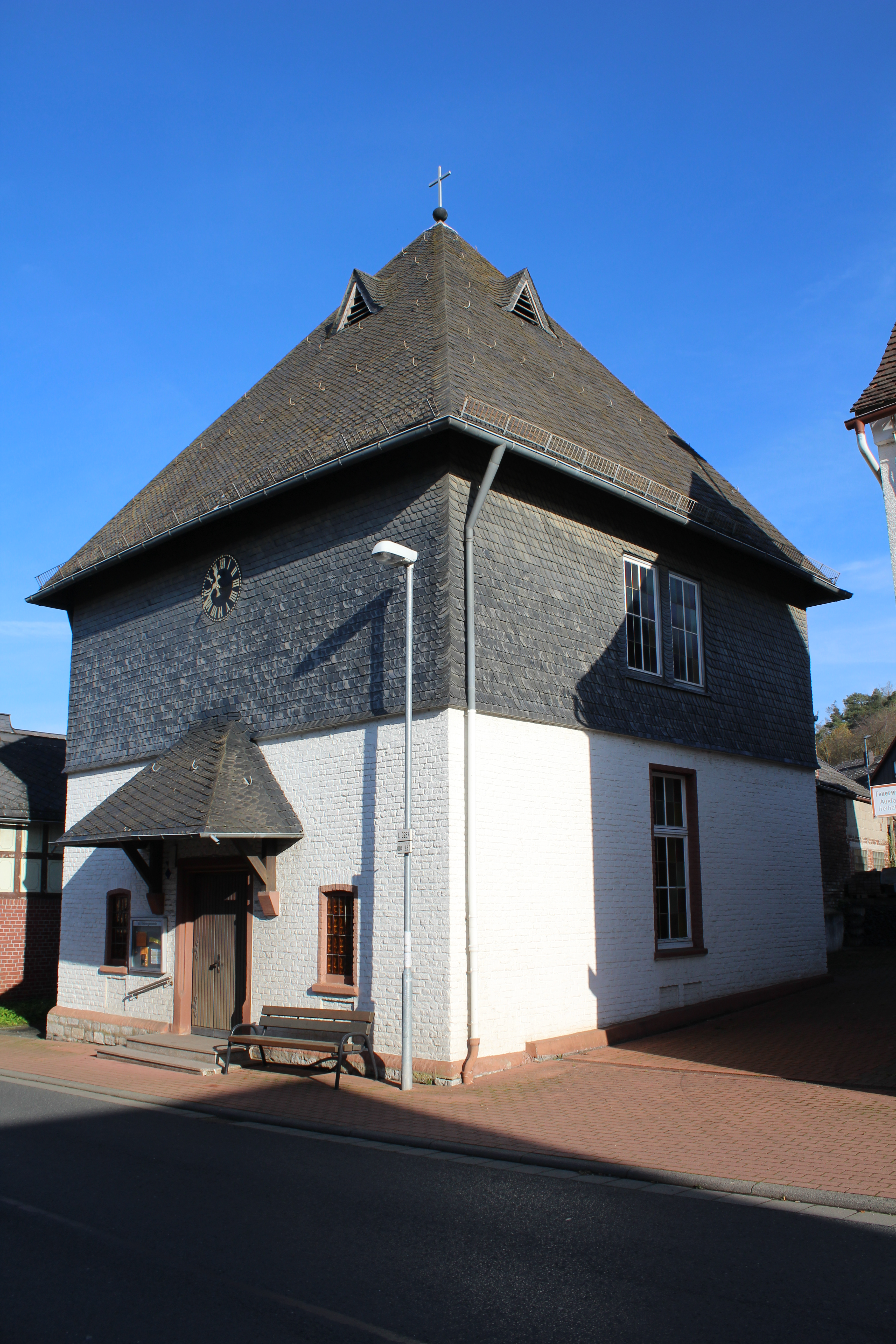
Kirche von Süden

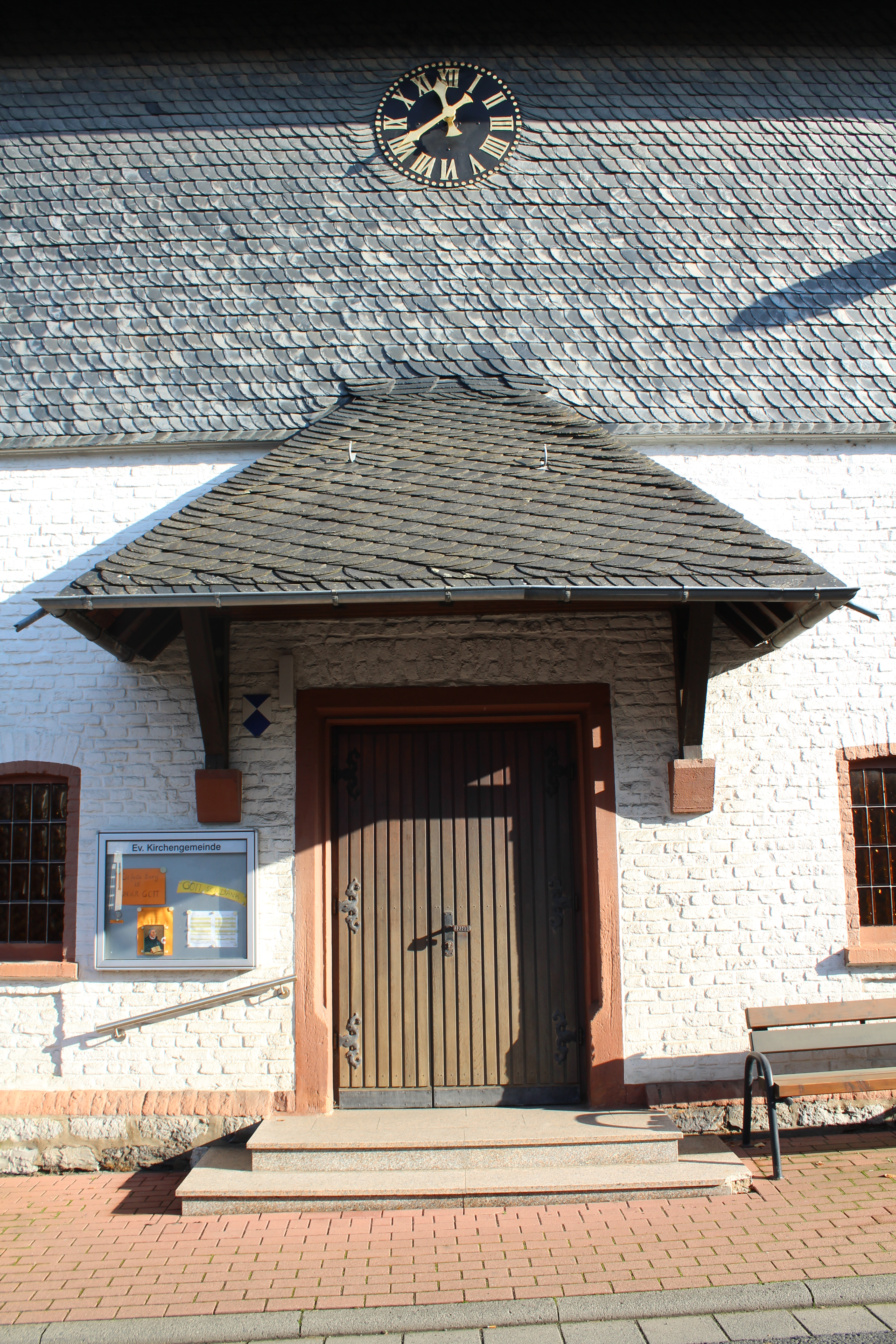
Eingangsbereich

Die Evangelische Kirche in Mudersbach in der Gemeinde Hohenahr im Lahn-Dill-Kreis (Hessen) ist eine kubusförmige Saalkirche von 1878. Ursprünglich diente das zweigeschossige Mehrzweckgebäude unten als Dorfschule und oben als Gottesdienstraum. Ab 1916 wurde das Erdgeschoss als Turn- und Gemeindesaal genutzt, bis 1964 durch Entfernung der Zwischendecke ein hoher Kirchsaal entstand, dem ein Zeltdach aufgesetzt wurde. Die Kirche ist aufgrund ihrer geschichtlichen Bedeutung hessisches Kulturdenkmal.

## Geschichte
Urkundlich wird Mudersbach im 13. Jahrhundert erstmals erwähnt. Im Jahr 1411 umfasste die Pfarrei Altenkirchen elf namentlich nicht genannte Orte. Sie gehörte im späten Mittelalter zum Archipresbyterat Wetzlar im Archidiakonat von St. Lubentius Dietkirchen im Bistum Trier.
Im Jahr 1548 lag das Patronat bei Solms-Lich. Mit Einführung der Reformation nahm die Kirchengemeinde im 16. Jahrhundert den evangelische Glauben an. Ludwig Becker wirkte von 1570 bis 1581 als erster evangelischer Pfarrer in Altenkirchen. 1606 wechselte die Gemeinde zum reformierten Bekenntnis, um 1624 endgültig zum lutherischen zurückzukehren. Im Jahr 1618 umfasste die Pfarrei Altenkirchen die Orte Ahrdt, Altenkirchen, Bellersdorf, Bermoll, Mudersbach und Oberlemp.
Bereits 1592 soll Mudersbach eine Kirche besessen haben. Nach Schätzung des damaligen Hohensolmser Pfarrers und Oberschulinspektors Johannes Paul Georg Bonnet war die alte Kirche bei ihrem Abriss 1876 etwa 400 Jahre alt und stammte demnach aus vorreformatorischer Zeit. Sie stand nördlich der alten Schule (heute Aartalstraße 32), an der Querstraße „Hinter der Kirche“. An einen massiv aufgemauerten Turm aus gotischer Zeit auf quadratischem Grundriss (etwa 5 × 5 Meter) wurde 1710 im Westen ein kleines Schiff angebaut. Nach einer Beschreibung des Pfarrers von 1880 waren im Turm der Altar aus Lehm, eine Holzkanzel und Bänke für die Jungen und Schulkinder aufgestellt. Die Mädchen und Frauen saßen auf Bänken im Anbau und die Männer auf der dortigen Empore. Die Brüstung trug Engeldarstellungen und eine Inschrift mit dem Bibelvers aus Lk 2,14 .
Als Altenkirchen im Jahr 1816 von Nassau-Weilburg zur preußischen Rheinprovinz wechselte, blieben die Orte Wilsbach, Niederweidbach, Oberweidbach und Rossbach bei Hessen-Darmstadt und waren seitdem von Altenkirchen abgetrennt. Die Filialorte Bermoll, Mudersbach und Oberlemp verfügten zwar über Kapellen, aber dort wurden im 19. Jahrhundert „jährlich nur einigemal Gottesdienst“ gefeiert.
1840 erhielten die Mudersbacher von Altenkirchen das Bestattungsrecht und legten einen eigenen Friedhof an, der 1867 und 1894 erweitert wurde.
Nach Auslagerung von Glocke und Turmuhr ins Rathaus und nach Abriss der Vorgängerkirche im Jahr 1876 wurde ein Jahr später der Rohbau des neuen Gotteshauses an der Aartalstraße fertiggestellt. Im Dezember 1878 folgte die Einweihung. Das Erdgeschoss diente zunächst als Schulsaal und das Obergeschoss als Betsaal, wo für die Männer eine Empore eingebaut war.
Die Funktion des Mehrzweckgebäudes änderte sich 1916 mit dem Bau des neuen Schulhauses, in dem der Schulunterricht fortan stattfand. Seitdem wurde das Erdgeschoss als Turnhalle und Gemeindesaal genutzt. 1964 erhielt das Gebäude seine heutige Gestalt, als die Zwischendecke entfernt wurde und ein einheitlicher Gottesdienstraum entstand. Hinter der Nordostwand wurde ein schmaler und eingezogener, aber hoher Rechteckchor angebaut und im Obergeschoss wurde die Fensteranordnung verändert. Das Satteldach, dem zur Straße hin ein kleiner, viereckiger Dachreiter aufgesetzt war, wich einem großen Zeltdach.
Die Kirchengemeinde Altenkirchen gehört heute zum Evangelischen Kirchenkreis an Lahn und Dill in der Evangelischen Kirche im Rheinland.

## Architektur
Das Gebäude auf quadratischem Grundriss ist nicht geostet, sondern entsprechend der südwestlich verlaufenden Aartalstraße ausgerichtet. Das Erdgeschoss ist in Backstein aufgemauert und weiß gestrichen, während das ursprüngliche Obergeschoss in Fachwerkweise ausgeführt ist. An der Nordostseite ist ein eingezogener, sehr schmaler Rechteckchor unter einem Schleppdach angebaut, der weiß gestrichen ist. Seit 1964 ist das Obergeschoss vollständig verschindelt. Dem ebenfalls verschindelten, überstehenden Zeltdach von 1964 sind im oberen Bereich an allen vier Seiten kleine Dreiecksgauben mit Schallöffnungen für das Geläut aufgesetzt. Die Glockenstube beherbergt zwei Glocken. Das Dach wird von einem Turmknauf mit einem schlichten Kreuz bekrönt.
Mittig an der südwestlichen Straßenseite ist das hochrechteckige Portal mit profiliertem Sandsteingewände eingelassen. Das kleine hölzerne Vordach ist verschiefert. Unterhalb der Traufe ist das Zifferblatt der Uhr angebracht. Der Innenraum wird durch hochrechteckige Fenster mit Sprossengliederung belichtet. Das Portal wird von zwei kleinen mit flachem Stichbogen flankiert. An der nordwestlichen und südöstlichen Seite sind oben je zwei unten ein großes Fenster eingelassen. Die rückwärtige Seite ist fensterlos.

## Ausstattung

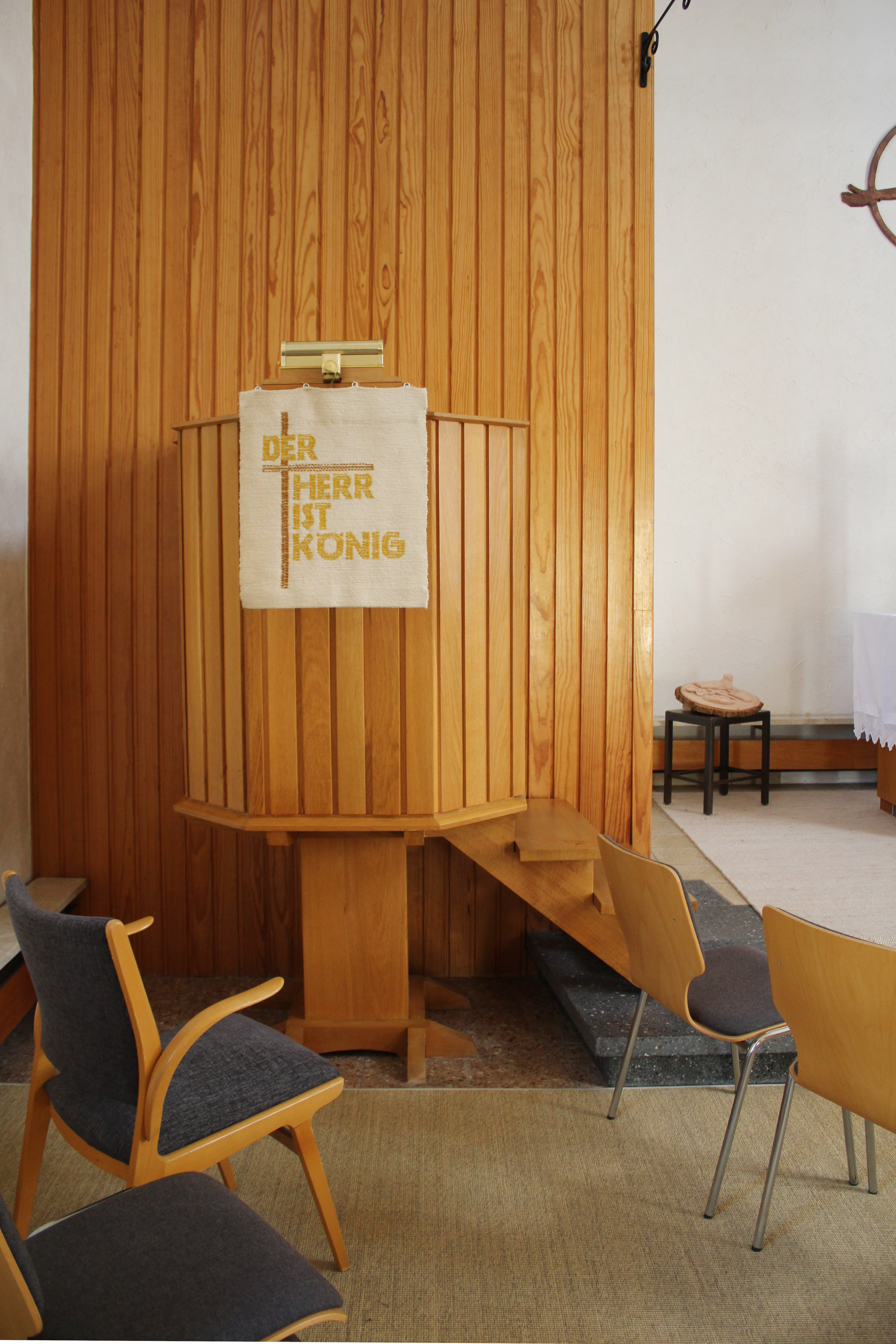
Kanzel

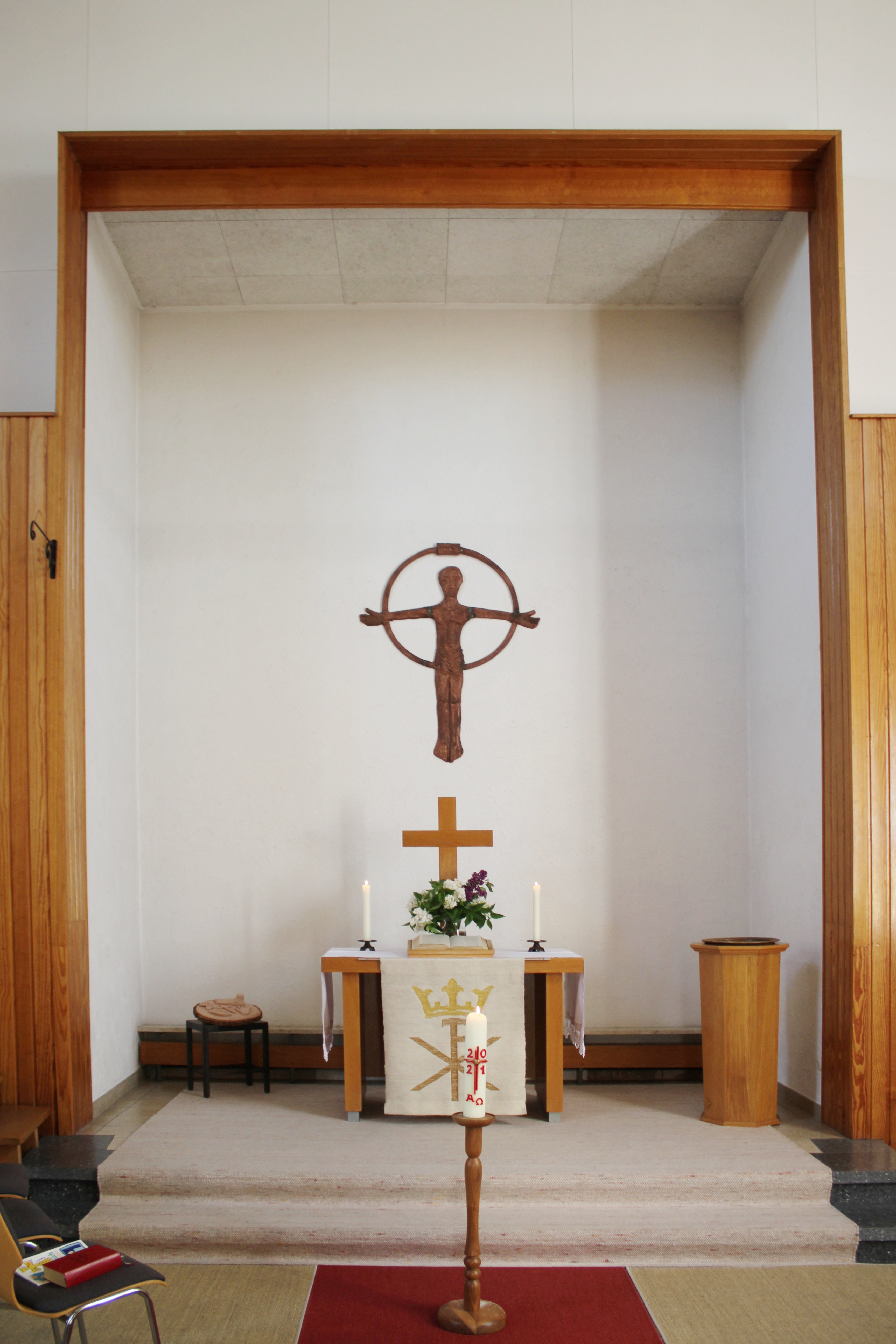
Blick zum liturgischen Bereich

Der hohe, kubusförmige Innenraum wird von einer Flachdecke abgeschlossen. Die holzsichtige Kirchenausstattung ist schlicht und funktional. Der schmale Choranbau verleiht dem um zwei Stufen erhöhten liturgischen Bereich Tiefe. Hier ist ein Altartisch aufgestellt. An der Stirnwand des Chores ist ein Bronzerelief angebracht, das Christus mit ausgebreiteten Armen darstellt, dessen obere Körperhälfte von einem Kreis umgeben ist. Die den Chor flankierenden Wände sind im unteren Bereich mit Holz verkleidet. In der nördlichen Ecke ist der polygonale Kanzelkorb aufgestellt. Das schlanke oktogonale Taufbecken trägt eine Taufschale. Die Gottesdienstbesucher sitzen auf losen Einzelstühlen.
Über dem Eingangsbereich im Südwesten ist eine hölzerne Empore eingebaut, die über eine Treppe in der Südecke der Kirche zugänglich ist. Die Empore dient als Aufstellungsort für die Orgel und für drei gestaffelte Kirchenbänke. Die Emporenbrüstung ist mit Holzbrettern verkleidet.

## Orgel

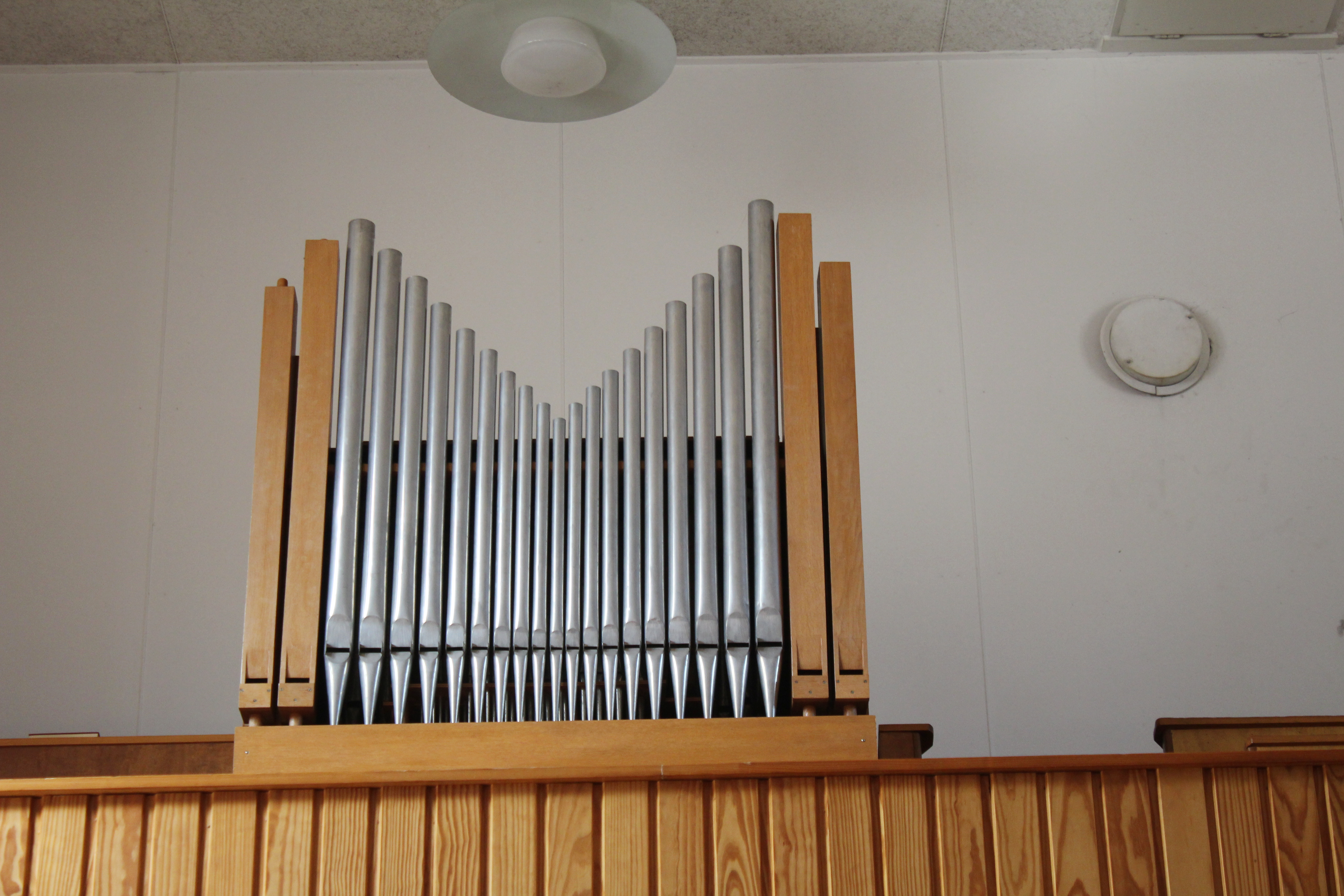
Walcker-Orgel

Die Orgel der Firma Walcker verfügt über ein Manual hat kein Pedal. Die Disposition umfasst fünf Register und lautet wie folgt:
| I Manual C–f3 |    |
| Gedeckt       | 8′ |
| Prinzipal     | 4′ |
| Rohrflöte     | 4′ |
| Oktave        | 2′ |
| Mixtur II–III |    |

## Geläut
Das Zeltdach beherbergt zwei Glocken. In der alten Kirche war 1836 eine Glocke ohne Inschrift vorhanden. Eine Glocke von 1855 wurde vor dem Abriss der Kirche ins Rathaus ausgelagert und 1878 in den Neubau eingebaut. 1904 goss die Firma Rincker eine neue Glocke mit einem Durchmesser von 0,75 Metern. Heute erklingen eine alte und eine neue Glocke.